# Incidente ferroviario di Arcore
L'incidente ferroviario di Arcore fu un tamponamento tra un treno viaggiatori e un treno merci in sosta avvenuto nella stazione di Arcore l'11 settembre del 1970.

## Dinamica dei fatti
Alle ore 17:42 dell'11 settembre 1970 il treno diretto n. 807, che viaggiava con circa mezz'ora di ritardo, tamponò un treno merci fermo nella stazione di Arcore della linea Sondrio-Milano. Sul treno diretto viaggiavano circa 200 viaggiatori, in maggioranza pendolari. In seguito all'urto l'elettromotrice di testa penetrò sfondandolo nell'ultimo carro di coda del treno merci. L'aiuto macchinista del diretto, rimasto incastrato tra le lamiere della cabina, perse la vita mentre rimase ferito il macchinista. Tra i viaggiatori un ragazzo non vedente di 18 anni perse la vita nell'urto. Complessivamente rimasero ferite 52 persone. Il facente funzioni di capostazione si rese irreperibile.

## Treni coinvolti
- Treno diretto n. 807, Sondrio-Milano, di 1ª e 2ª classe, composto di tre elettromotrici, due rimorchiate e un bagagliaio[2].
- Treno merci[1].

## Le vittime
Persero la vita nell'urto, un giovane di 18 anni, Adelio Squinobal, da Bormio e Pasquale Carella, di 26 anni, da Foggia, aiuto macchinista del diretto.
Rimasero ferite complessivamente 52 persone, tra personale ferroviario e viaggiatori; di questi 39 vennero ricoverati negli ospedali di Monza e di Vimercate; i restanti 13 dopo le medicazioni del caso vennero dimessi.

## L'inchiesta
Vennero messe in opera due inchieste, una tecnica delle ferrovie per l'accertamento delle motivazioni e una della magistratura per l'accertamento delle responsabilità. Venne subito constatata la responsabilità, sia del personale di stazione, per avere immesso il treno in arrivo sullo stesso binario già occupato, sia del personale di macchina per non avere mantenuto la velocità ridotta precauzionale prescritta. 
Un nubifragio in atto nella zona aveva provocato l'interruzione dell'energia elettrica nella stazione e la disalimentazione degli apparati elettrici con la disposizione al rosso del segnale di protezione della stazione. Per ricevere in stazione il treno diretto, non potendo più disporre a via libera il segnale di protezione era stato azionato il "segnale di chiamata" (il cosiddetto segnale "Az") costituito da due luci bianche lattee lampeggianti. Tale segnale imponeva al macchinista Luciano Lusenti, per regolamento, di procedere con cautela e a bassa velocità lungo il percorso e infine di fermarsi in ogni caso nella stazione; il convoglio invece procedeva a circa 50 km/h. Il dirigente movimento, Aldo Vamo, era un agente abilitato facente funzioni superiori; prima di azionare il segnale di chiamata non si era accertato dell'effettiva disposizione dei deviatoi di ingresso mandando il treno contro l'altro in sosta sullo stesso binario.